# 何国威
何国威（1963年3月—），出生于上海市，籍贯湖北沙市，中国流体力学家。1983年8月毕业于西北工业大学应用数学与力学专业。现工作单位为中国科学院力学研究所，2017年当选中国科学院院士。
研究领域主要为湍流和计算流体力学。